# Hochelaga, terre des âmes
Pour plus de détails, voir Fiche technique et Distribution.
Hochelaga, terre des âmes est un drame historique québécois réalisé par François Girard, sorti en 2017.
Le film a été choisi le 25 septembre 2017 en tant que sélection officielle du Canada à la 90e cérémonie des Oscars. Le film n'a pas fait la sélection finale en décembre pour les nominations.

## Synopsis
Pendant que se déroule à Montréal une partie de football sous la pluie, une section du terrain du stade Percival-Molson s'effondre. Baptiste Asigny, un étudiant au doctorat d'archéologie d'origine mohawk, découvre là les traces de ceux qui ont habité l'île de Montréal alors qu'elle était une bourgade nommée Hochelaga.
Le film emboîte ainsi flashs back et flashs forward :
- Ouvert sur un massacre lors d'une guerre indienne, auquel survit un ancêtre de Baptiste, et qui en sera dès lors le fil rouge ;
- Il se poursuit par un match de football lors duquel un effondrement de terrain provoque la mort de Charles Leblanc ;
- Puis par la présentation de la thèse de doctorat en archéologie de Baptiste…
- … détaillant les fouilles effectués sur le site du stade après l'effondrement, ce qui permet de plonger dans différentes époques du passé d’Hochelaga-Montréal :
- La rencontre amoureuse du Français Maltais et de l'Algonquine Akwí à Ville-Marie au XVIIe siècle ;
- La lutte entre l'armée britannique et les Rébellion des Patriotes en 1837 ;
- La découverte d'Hochelaga et du Mont Royal par Jacques Cartier en 1535.
- Cette architecture complexe et pourtant lisible s'achève sur la présentation des joueurs de football canadien de l’Université McGill, tous descendants des personnages de ce passé : Iroquois, Algonquiens, Français, Britanniques, Afro-américaine… leurs ancêtres occupant les gradins à l’évocation de leur descendance. Le fils posthume de Charles, dont la mère est arabe musulmane, élargit cette ascendance aux nouveaux arrivants : c’est le sang de tous les protagonistes de l’histoire de Montréal-Hochelaga, autochtones, migrants ou conquérants, amis ou ennemis, qui coule dans les veines d’une équipe symbolisant la ville elle-même…

Si la thèse de Baptiste et l'effondrement de terrain du stade Percival-Molson sont de fiction, ils sont l’occasion d’une description rigoureuse des périodes historiques relatées – même si les événements qui y sont décrits comportent également une part de fiction.

## Fiche technique
Source : IMDb et Films du Québec
- Titre : Hochelaga, terre des âmes
- Réalisation : François Girard
- Scénario : François Girard
- Musique : Gyan Riley (en), Terry Riley
- Direction artistique : François Séguin et David Gaucher
- Costumes : Mario Davignon
- Coiffure : Réjean Forget, Ann-Louise Landry
- Maquillage : Kathryn Casault
- Photographie : Nicolas Bolduc
- Son : Claude La Haye, Claude Beaugrand, Bernard Gariépy Strobl
- Montage : Gaëtan Huot
- Production : Roger Frappier
- Société de production : Max Films
- Société de distribution : Les Films Séville
- Budget : 15 millions de dollars[4]
- Pays de production :  Canada
- Langues : français, anglais, mohawk, algonquin
- Format : couleur
- Genre : drame
- Durée : 100 minutes
- Dates de sortie :
  - Canada : 6 septembre 2017 (première mondiale au cinéma Impérial dans le cadre de la programmation officielle du 375e anniversaire de Montréal)[5]
  - Canada : 6 septembre 2017 (première médiatique au Théâtre Maisonneuve de la Place des Arts de Montréal)[6]
  - Canada : 11 septembre 2017 (Festival international du film de Toronto (TIFF))
  - Canada : 19 janvier 2018 (sortie en salle au Québec)[7]
  - Canada : 24 avril 2018 (VSD) et (DVD)
- Classification :
  - Québec : Visa général (Déconseillé aux jeunes enfants)[8]

## Distribution
- Samian : Baptiste Dawit Asigny
- Sébastien Ricard : Léopold Lacroix
- Vincent Perez : Jacques Cartier
- David La Haye : Alexis Leblanc
- Emmanuel Schwartz : Étienne Maltais
- Raoul Max Trujillo : le prophète
- Siân Phillips : Sarah Walker
- Linus Roache : colonel Philip Thomas
- Gilles Renaud : Antoine Morin
- Caroline Dhavernas : chef d'antenne
- Paul Doucet : l'annonceur du stade Percival-Molson
- Tony Nardi : l'entraîneur Mario Ricci
- Wahiakeron Gilbert : chef Tennawake
- Tanaya Beatty : Akwi
- Naiade Aoun : Nasrin
- Karelle Tremblay : sœur Béatrice
- Jacques Newashish : Aurélien Tennawake
- Christopher B. MacCabe : Timothy O'Neal
- Frédéric Desager : Macé Jalobert
- Mylène Wagram : Rose Walker
- Serge Bouchard : président du jury
- Daniel Turp : membre du jury
- Joséphine Bacon : membre du jury
- Roger Frappier : membre du jury
- Michael Kanentakeron Mitchell (en) : membre du jury
- Benoît Brière : commentateur sportif
- Pierre Lebeau : commentateur sportif
- Fayolle Jean : chauffeur de taxi
- Alexis Martin : le géologue Benoît Saulnier

## Récompenses
- 2018 : Prix Iris - Québec Cinéma de la meilleure interprétation masculine/rôle de soutien pour Hochelaga - Terre des âmes
- 2018 : Prix Iris - Québec Cinéma de la meilleure direction artistique pour Hochelaga - Terre des âmes
- 2018 : Prix Iris - Québec Cinéma de la meilleure direction de la photographie pour Hochelaga - Terre des âmes
- 2018 : Prix Iris - Québec Cinéma des meilleurs costumes pour Hochelaga - Terre des âmes
- 2018 : Prix Iris - Québec Cinéma de la meilleure coiffure pour Hochelaga - Terre des âmes
- 2018 : Canadian Society of Cinematographers (CSC) pour best theatrical feature cinematography pour Hochelaga - Terre des âmes
- 2018 : Academy of Canadian Cinema & Television pour achievement in cinematography pour Hochelaga - Terre des âmes
- 2018 : Academy of Canadian Cinema & Television pour achievement in art direction pour Hochelaga - Terre des âmes
- 2018 : Academy of Canadian Cinema & Television pour achievement in overall sound pour Hochelaga - Terre des âmes
- 2018 : Academy of Canadian Cinema & Television pour achievement in visual effects pour Hochelaga - Terre des âmes